# Manlio Zanini
Manlio Zanini (San Daniele del Friuli, 28 maggio 1954) è un allenatore di calcio ed ex calciatore italiano, di ruolo difensore.

## Carriera

### Giocatore
Giocando nei ruoli di terzino o di mediano, ha disputato due stagioni in Serie A con la maglia del Catanzaro dal 1978 al 1980, per complessive 51 presenze e 2 reti in massima serie.
Ha inoltre totalizzato 48 presenze e 5 reti in Serie B, nelle file di Catanzaro e Lanerossi Vicenza, conquistando la promozione in Serie A col Catanzaro nella stagione 1977-1978.
Nell'estate 1980 ha disputato alcuni incontri amichevoli con la maglia del Milan durante una tournée in Australia.

### Allenatore
Ritiratosi dall'attività agonistica è diventato allenatore. Comincia nella Pasianese formazione di Pasian di Prato in Interregionale (due stagioni) e in Promozione.
Sempre in Promozione guida la stagione successiva il Chioggia Sottomarina. Nel 1991 siede come vice-allenatore sulla panchina del Cagliari in Serie A.
Successivamente si dedica alle formazioni Primavera guidando Padova, Udinese e Treviso. Nel 2005 in Serie D siede sulla panchina della Manzanese dove ottiene una retrocessione dopo aver perso lo spareggio per (2-1) contro il Montebelluna.
Ha avuto anche delle esperienze all'estero allenando negli Emirati Arabi Uniti, in Kuwait e in Arabia Saudita.
Il 2 marzo 2012 ha ricevuto l'incarico di allenatore del Vicenza, per  affiancare Massimo Beghetto che non ha il patentino e la cui proroga è scaduta.
Il 29 aprile, in seguito alla sconfitta per 0-1 contro la Nocerina, i due vengono sostituiti da Luigi Cagni che ritorna ad allenare il Vicenza.

## Palmarès

### Giocatore
- Serie C1: 1

Triestina: 1982-1983

### Allenatore
- Kuwait Premier League: 2

Al Kuwait: 2006-2007, 2007-2008
- Campionato saudita: 1

Al Ittihad: 2008-2009